# Hipoteloryzm
Hipoteloryzm, hypoteloryzm (łac. hipotelorismus, ang. hypotelorism) – określenie sytuacji, w której dochodzi do zmniejszenia odległości między dwoma parzystymi narządami. Podobnie jak w przypadku hiperteloryzmu, pojęcie najczęściej jest używane przy ocenie rozstawienia gałek ocznych (łac. hipotelorismus ocularis, ang. hypoteleorbitism). 

## Etiologia
Hipoteloryzm oczny występuje w więcej niż 60 zespołach wad wrodzonych. Hipoteloryzm może być rezultatem malformacji kości czaszki albo zaburzenia w rozwoju mózgowia. Niewielki, izolowany hipoteloryzm może być izolowaną wadą bez znaczenia klinicznego. Bardzo silnie zaznaczony hipoteloryzm, podobnie jak cyklopia (połączenie się oczodołów z utworzeniem jednej jamy kostnej dla połączonych gałek ocznych) zwykle wiąże się z ciężkim uszkodzeniem ośrodkowego układu nerwowego. 
Niektóre zespoły wad wrodzonych, w których obrazie klinicznym występuje hipoteloryzm:
- zespół Pataua
- holoprozencefalia
- zespół pojedynczego środkowego siekacza szczęki
- trisomia 8
- trisomia 9
- trigonocefalia
- zespół pseudotrisomii 13 (OMIM 264480)

## Leczenie
Ciężki hipoteloryzm koryguje się chirurgicznie w wyspecjalizowanych ośrodkach.